# Büyükdere Caddesi
Büyükdere Caddesi ("Viale di Büyükdere" in italiano) è un grande viale che attraversa i distretti di Şişli (quartiere di Esentepe), Beşiktaş (quartiere di Levent) e Sarıyer  (quartiere di Maslak) sul lato europeo di Istanbul, in Turchia.

## Origine del nome
Il viale prende il nome dalla mahalle di Büyükdere del distretto di Sarıyer, a cui si collega.

## Tracciato

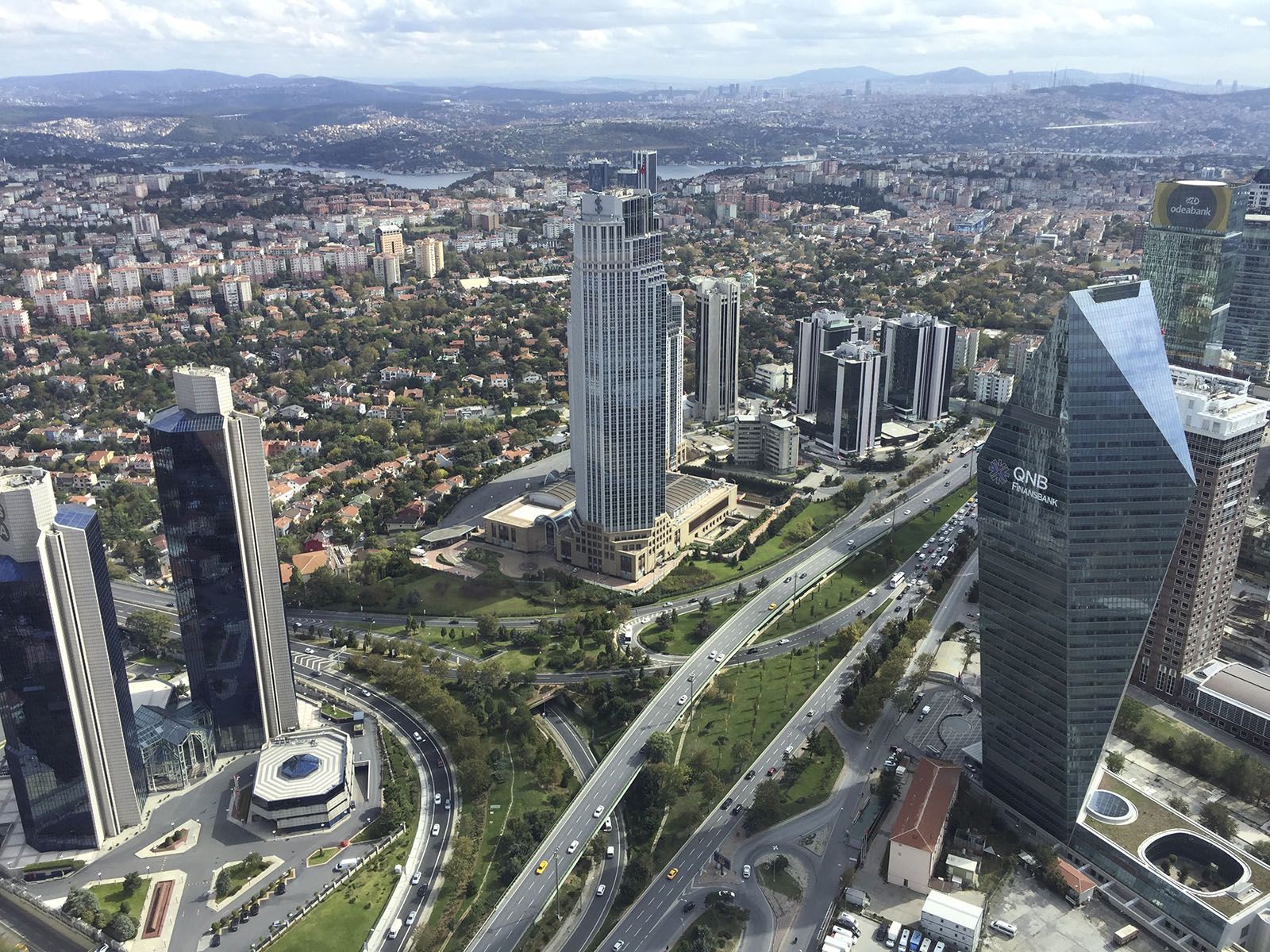
Büyükdere Caddesi presso lo svincolo di Levent, con l'entrata nell'autostrada O-2 (a sinistra).

Il viale inizia dalla Moschea di Şişli e corre in direzione est, in parte sotto il viadotto dell'autostrada interna O-1, attraverso Mecidiyeköy, Esentepe, fino a raggiungere Zincirlikuyu; qui si unisce al Boulevard Barbaros e piega verso nord passando per Levent, Sanayi Mahallesi, Maslak e per la Foresta di Fatih, per terminare alla salita di Hacıosman al confine con il distretto di Sarıyer. La sua lunghezza totale è di 14 km. Da Zincirlikuyu a Maslak, forma una linea di confine tra i distretti di Kağıthane a est e Beşiktaş a ovest. Büyükdere Caddesi è una delle principali arterie del Distretto Centrale degli Affari di Istanbul, il quale non si trova nel centro storico della città.

## Storia

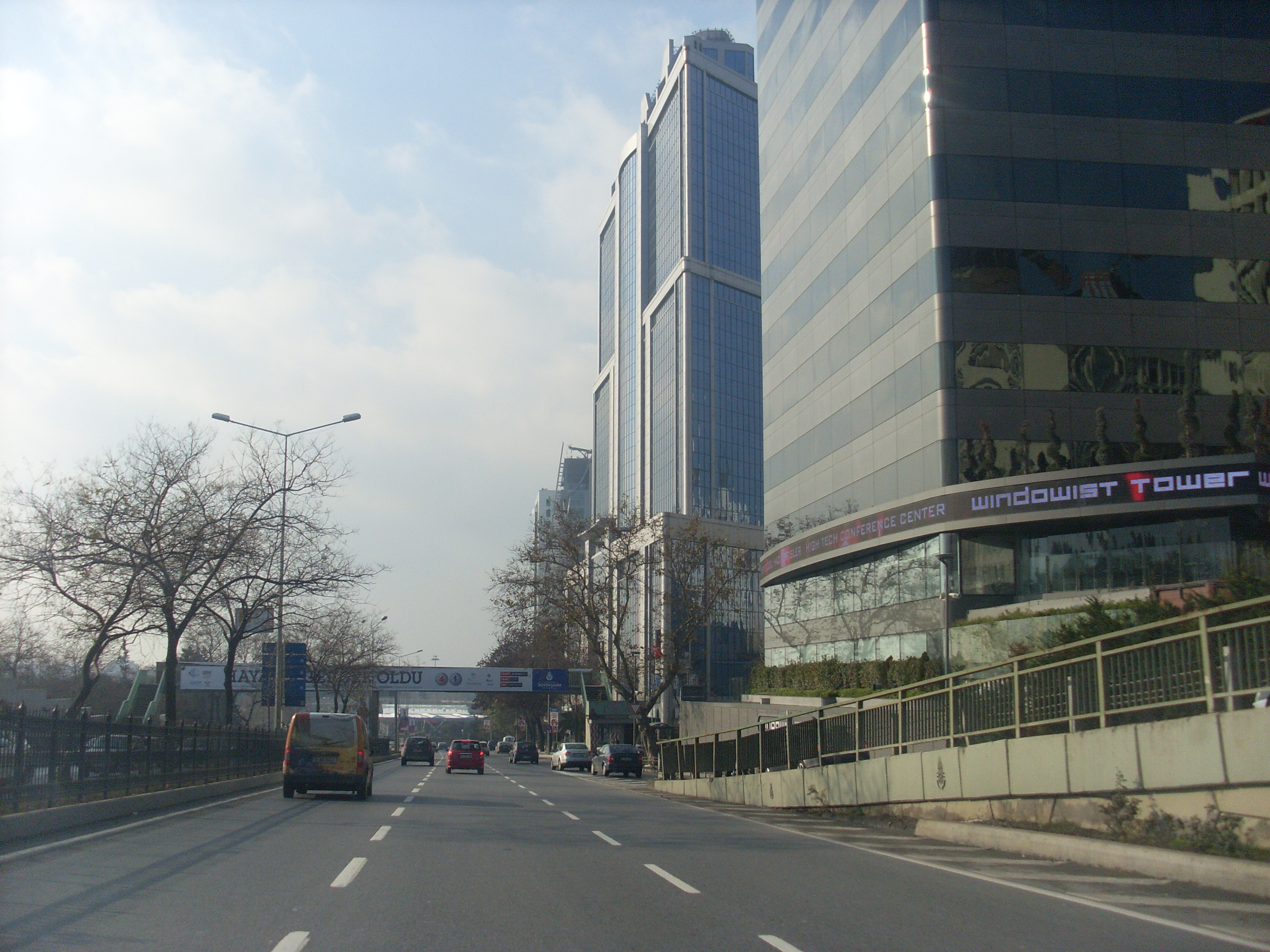
Büyükdere Caddesi a Maslak, in direzione sud.

Il 20 novembre 2003, la sede della banca HSBC Turchia in Büyükdere Caddesi a Levent è stata oggetto di un attentato con autobomba da parte di un terrorista kamikaze legato ad Al Qaeda, che ha causato la morte e il ferimento di diverse persone. La strada è stata chiusa al traffico per dieci ore.

## Economia
Intorno a Büyükdere Caddesi si trovano le sedi di molte banche, centri d'affari, centri commerciali, hotel di lusso e numerosi grattacieli costruiti negli ultimi anni, che ne fanno un'importante via della vita finanziaria, commerciale e sociale.
Tra i grattacieli residenziali o per uffici che si trovano sul viale Büyükdere ci sono l'Istanbul Diamond, lo Istanbul Sapphire, la Torre 1 della İşbank, il Sabancı Center, le Torri Kanyon e la Torre della Finansbank. Tra i centri commerciali più importanti del viale vi sono lo Zorlu Center, il Kanyon Shopping Mall, il MetroCity AVM e l'Özdilek Park.
Tra le istituzioni scolastiche presenti sul viale vi sono l'Università Haliç, la Scuola Superiore Professionale per l'Edilizia ISOV, il Campus di Maslak dell'Università tecnica di Istanbul, l'Università Işık e il Collegio Professionale dell'Università Tecnica di Yıldız.

## Monumenti e luoghi d'interesse
Due importanti cimiteri sono situati sul viale: il cimitero italo-ebraico Mecidiyeköy e il cimitero di Zincirlikuyu.

## Trasporti
La Linea M2 della metropolitana (Yenikapı-Hacıosman) segue il viale tra Şişli e Hacıosman, con nove stazioni della metropolitana.

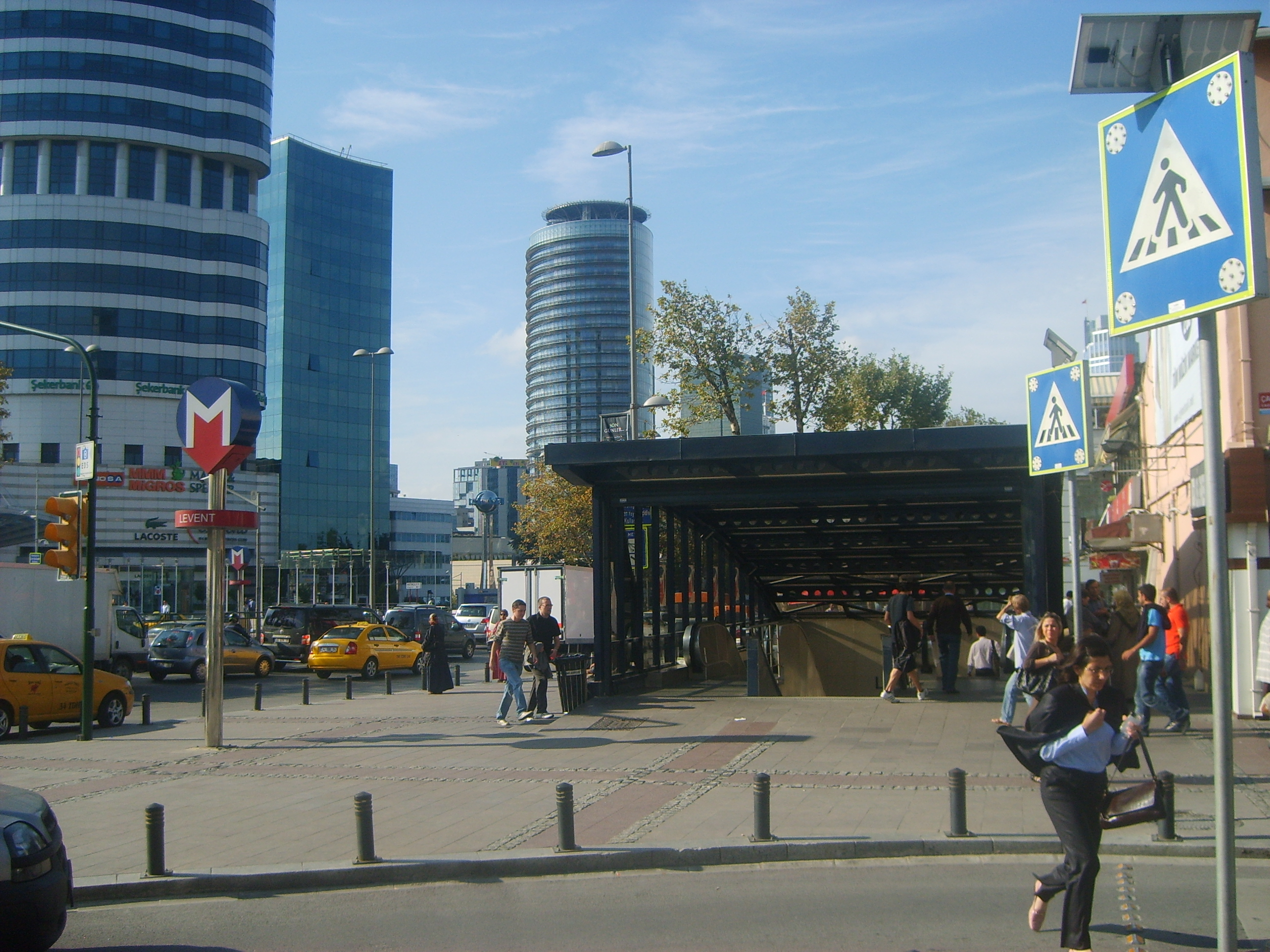
Stazione di Levent  della metropolitana di Istanbul su Büyükdere Caddesi
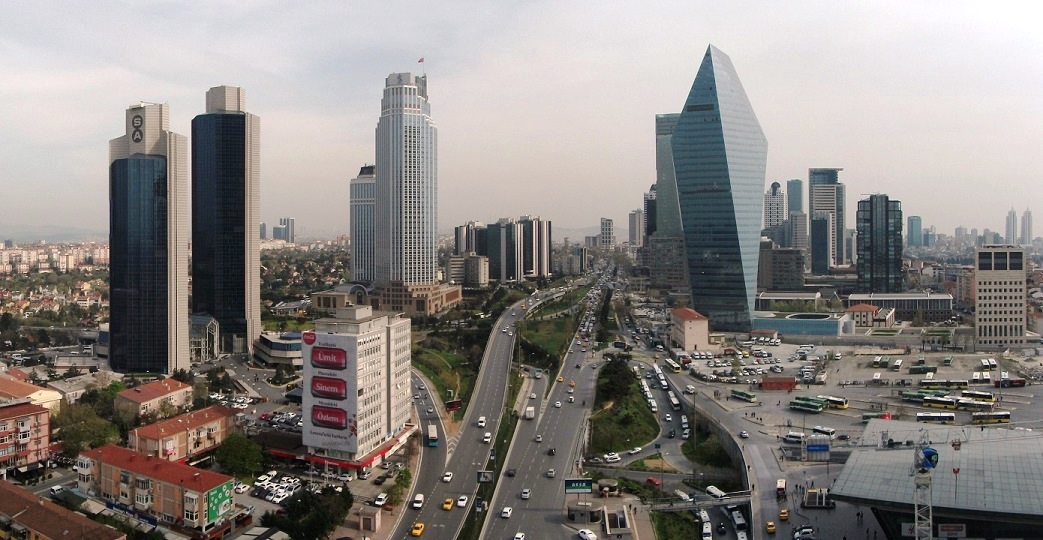
Büyükdere Caddesi a Levent
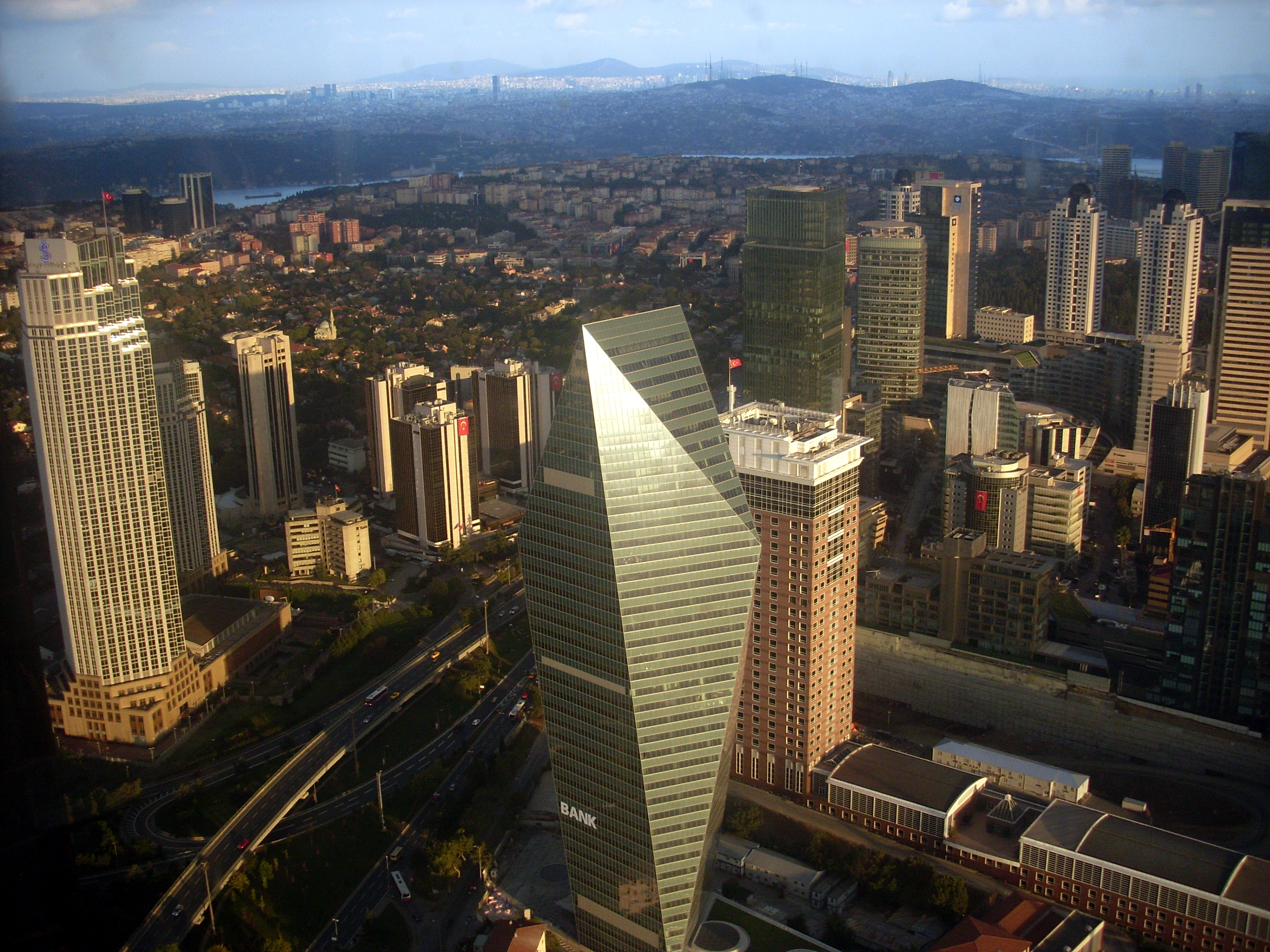
Büyükdere Caddesi a Levent
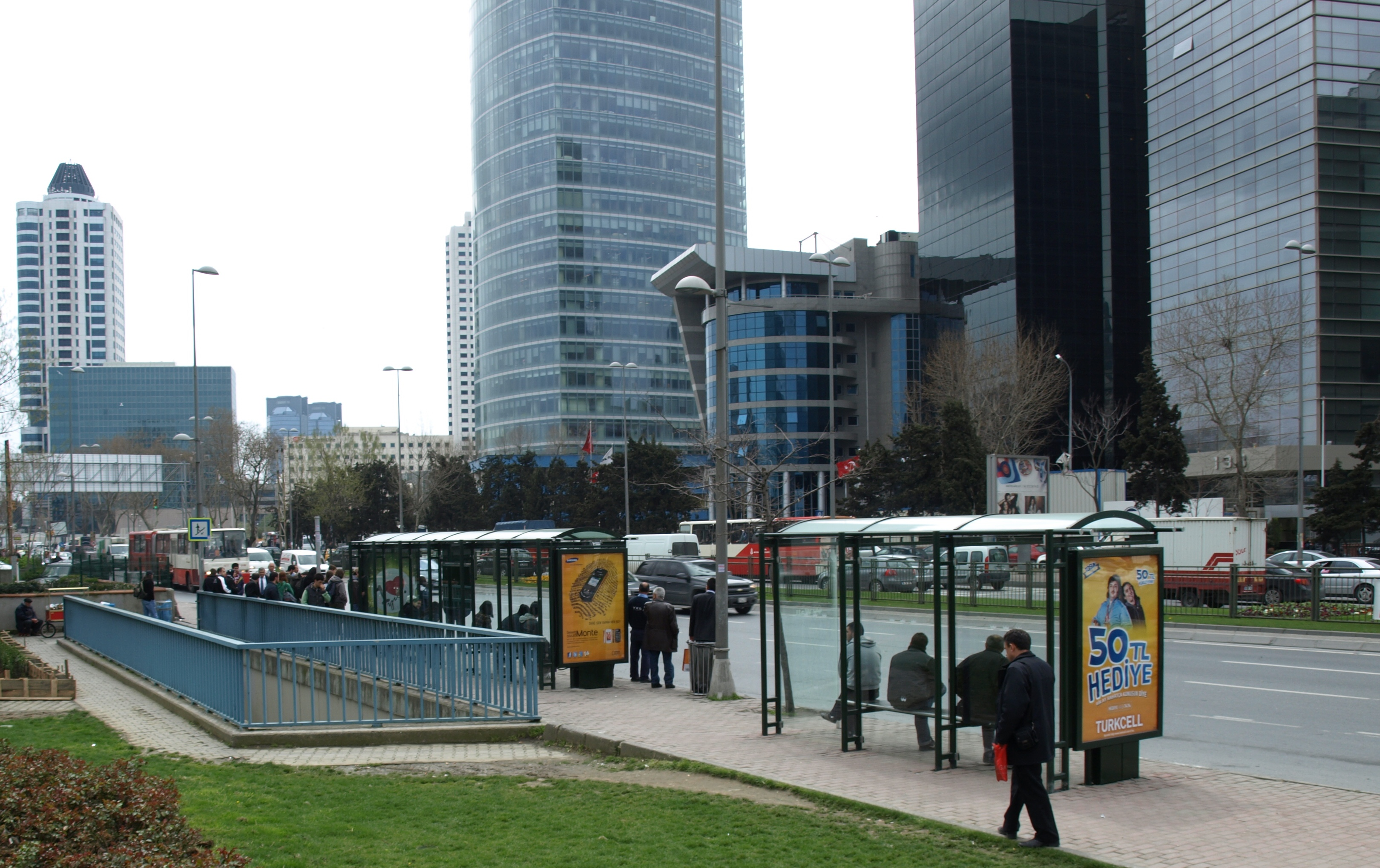
Büyükdere Caddesi a Levent